# Prezzo (Pieve di Bono-Prezzo)
Prezzo (Preč in dialetto locale) è una frazione di Pieve di Bono-Prezzo, in provincia di Trento, di 189 abitanti; ha costituito comune autonomo fino al 31 dicembre 2015, dopodiché è confluito nel nuovo ente formato dall'unione con Pieve di Bono.

## Storia

### Storia recente
Prezzo è stato un comune autonomo fino al 7 marzo 1928, quando venne soppresso e aggregato al comune di Pieve di Bono. Ricostituito il 6 settembre 1952, il comune è stato nuovamente soppresso in seguito ad un referendum tenutosi il 14 dicembre 2014, dove a Prezzo ha vinto il "si" con la maggioranza dell'89,57% dei voti. Il 1º gennaio 2016 il comune si è dunque fuso con Pieve di Bono nel comune sparso di Pieve di Bono-Prezzo.

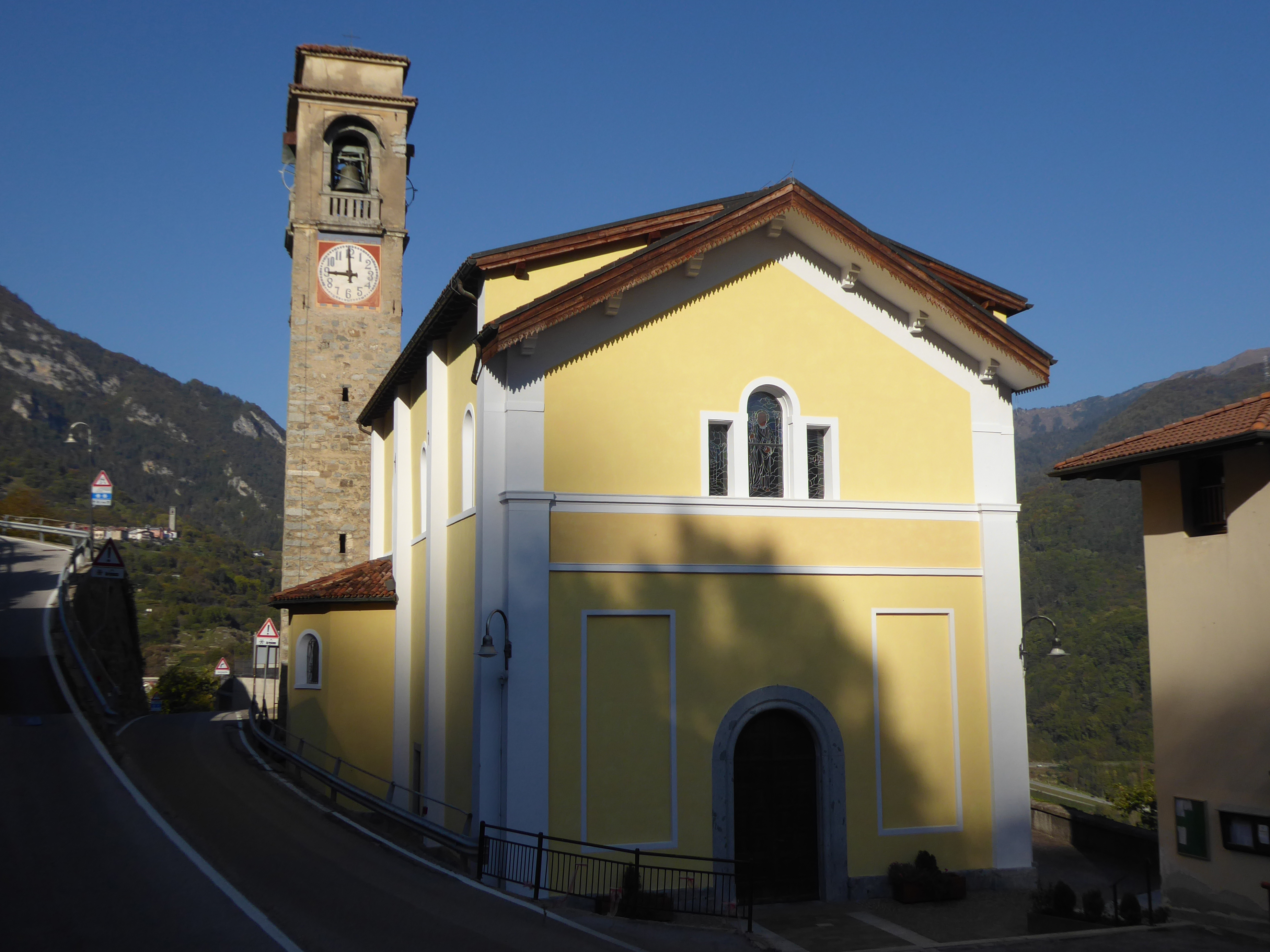
La chiesa di San Giacomo Maggiore

### Simboli
Lo stemma e il gonfalone erano stati approvati con D.G.P. del 13 aprile 1990, n. 3910.
Stemma

Vecchio stemma comunale

Nello stemma è raffigurata la facciata della chiesetta della Madonna delle Grazie.
Gonfalone

## Monumenti e luoghi d'interesse
- Chiesa di San Giacomo Maggiore

## Società

### Evoluzione demografica

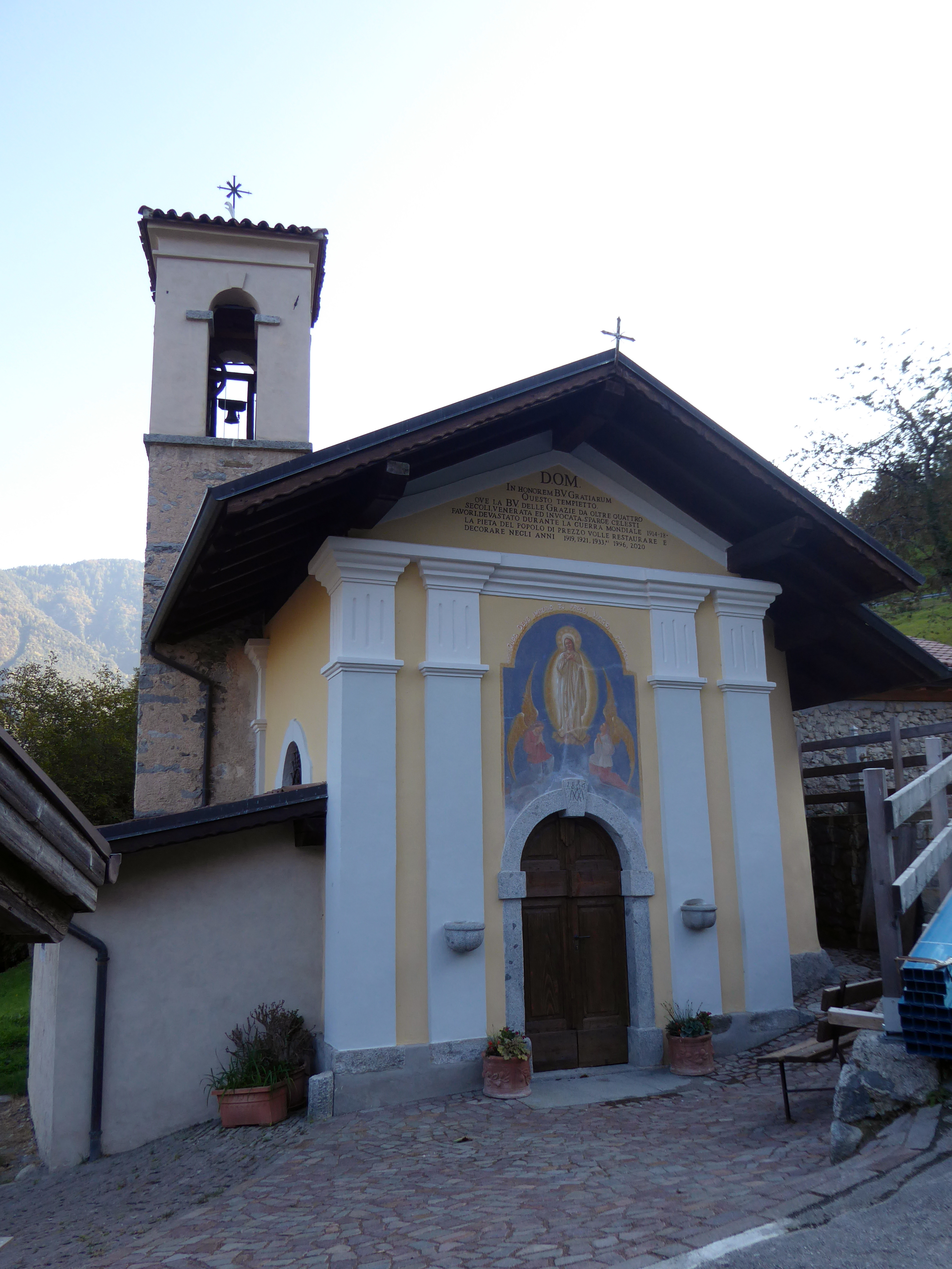
La chiesetta della Madonna delle Grazie

Abitanti censiti

## Amministrazione
| Periodo | Periodo | Primo cittadino       | Partito      | Carica  | Note   |
| ------- | ------- | --------------------- | ------------ | ------- | ------ |
| 1995    | 2000    | Celestino Boldrini    | Lista civica | Sindaco | [ 11 ] |
| 2000    | 2005    | Ferdinando Baldracchi | Lista civica | Sindaco |        |
| 2005    | 2010    | Celestino Boldrini    | Lista civica | Sindaco |        |
| 2010    | 2015    | Celestino Boldrini    | Lista civica | Sindaco |        |